# 1931-es közép-európai kupa
Az 1931-es közép-európai kupa a Közép-európai kupa történetének ötödik kiírása volt. A sorozatban Ausztria, Csehszlovákia, Magyarország és Olaszország képviseltette magát 2-2 csapattal.A csapatok kupa rendszerben 2 mérkőzésen döntötték el a továbbjutást. Ha az összesítésben ugyanannyi gólt szereztek a csapatok a párharcokban, akkor egy újabb összecsapáson dőlt el a továbbjutó kiléte.
A kupát a First Vienna FC nyerte el, története során első alkalommal.

## Negyeddöntő
| 1. csapat       | Össz. | 2. csapat       | 1. mérk. | 2. mérk. |
| --------------- | ----- | --------------- | -------- | -------- |
| First Vienna FC | 7–0   | Bocskai FC      | 3–0      | 4–0      |
| SK Slavia Praha | 2–3   | AS Roma         | 1–1      | 1–2      |
| Wiener AC       | 6–4   | MTK Budapest FC | 5–1      | 1–3      |
| Juventus FC     | 2–21  | AC Sparta Praha | 2–1      | 0–1      |

- 1 Mivel az összesített eredmény 2–2 lett, a szabályok értelmében újrajátszást (3. mérkőzést) rendeltek el, melyet 3-2-re a Sparta Praha nyert meg.

## Elődöntő
| 1. csapat       | Össz. | 2. csapat | 1. mérk. | 2. mérk. |
| --------------- | ----- | --------- | -------- | -------- |
| First Vienna FC | 6–3   | AS Roma   | 3–2      | 3–1      |
| AC Sparta Praha | 6–62  | Wiener AC | 3–2      | 3–4      |

- 2 Mivel az összesített eredmény 6–6 lett, a szabályok értelmében újrajátszást (3. mérkőzést) rendeltek el, melyet 2-0-ra a Wiener AC nyert meg.

## Döntő
| 1. csapat       | Össz. | 2. csapat | 1. mérk. | 2. mérk. |
| --------------- | ----- | --------- | -------- | -------- |
| First Vienna FC | 5–3   | Wiener AC | 3–2      | 2–1      |